# Passiflora castellanosii
Passiflora castellanosii är en passionsblomsväxtart som beskrevs av Sacco. Passiflora castellanosii ingår i släktet passionsblommor, och familjen passionsblomsväxter. Inga underarter finns listade i Catalogue of Life.